# Aksel Paulsen
Aksel Paulsen (18. jul 1855 – 9. februar 1938) bio je norveški umetnički i brzinski klizač. On je izumeo Akselov skok u umetničkom klizanju i držao je svetsku titulu u brzom klizanju od 1882 do 1890. Godine 1976, on je uveden u Svetsku dvoranu slavnih umetničkog klizanja.

## Biografija
Paulsen je rođen u Akeru u blizini Kristijanija (današnjeg Osla) od majke Hagine Olsen (1822–1918) i oca trgovca Johana Petera Paulsena (1820–1887). On je odrastao u Oslu, gde je njegov otac upravljao kafićom. Klizanje je počeo da se bavi u ranoj mladosti, a do 1870. godine već se takmičio u brzinskom i umetničkom klizanju. Godine 1882, on je osvojio Svetsko prvenstvo u brzinskom klizanju u Beču i dobio je dodatnu nagradu u umetničkom klizanju za novi skok, koji je izveo dok je nosio brzinske klizaljke i koji je kasnije dobio ime po njemu. U zimu 1883, Paulsen je otišao u Severnu Ameriku gde je učestvovao u nizu klizačkih događaja. Dana 8. februara 1883. godine održana je trka na otvorenom klizalištu u Vašington Parku, Bruklin, Njujork. Paulsen je pobedio 17 odabranih klizača, najbržih u Norveškoj, Kanadi, Engleskoj i Sjedinjenim Državama, i na toj trci je postavio sledeće rekorde:
- 1 milja: 3 minuta, 34 3/5 sekundi
- 5 milja: 19 minuta, 10 sekundi
- 10 milja: 39 minuta, 7 3/5 sekundi

Početkom 1885. pobedio je na takmičenju u brzinskom i figurnom klizanju u Hamburgu. Dana 26. februara 1885. imao je trku na tri milje protiv još jednog čuvenog klizača Renke van der Zia na klizačkoj trci 1885. u Frognerkilenu. Trka je privukla 20.000 do 30.000 gledalaca i nosila je nagradu od 1800 norveških kruna. Paulsen je pobedio sa više od jednog minuta.
Paulsen je držao svetsku titulu u brzinskom klizanju od 1882 do 1890, kad ju je 1. februara 1890. godien preuzeo Hju Dž. Makormik na takmičenju u tri-trke u Mineapolisu u Minesoti. Osim što je izumio skok akel, on je konstruirao prve moderne klizaljke s metalnim sečivom pričvršćenim na čizmu. Nakon očeve smrti preuzeo je njegov kafić i upravljao njime do 1936. godine zajedno sa svojim bratom Edvinom. Dva puta se ženio, prvo 1885. godine iz Velšanku Katrin Vilijams, a brak je raskinut 1890; i drugi put za Anu Elisu Nikolajsen (1865–1935).

## Klizački element aksel
„Aksel” je jedan od poznatih klizačkih termina. Ime potiče od kreatora ovog klizačkog elementa, norveškog brzinskog i umetničkog klizača Akesela Paulsena. On je imao nadimak „najbrži čovek na klizaljkama”. Njegova era počela je 1870-ih, a desetak godina kasnije stvorio je aksel skok. Ovaj skok je slaba tačka mnogih klizača, jer je ne samo težak, već i zastrašujući. To je jedini skok koji se započinje sa prednje ivice. Klizač koji se kreće brzinom od petnaestak kilometara na sat se baca u vazduh, da bi se zakrenuo jedan i po put, i zatim uspravno sleteo na sečivo široko samo četiri milimetra.
Muški klizači su počeli da dodaju ovaj element u svoje programe na prelazu veka, a klizačice su sledile dvadesetak godina kasnije. Dvostruki aksel (dve i po rotacije) prvi je izvršio dvostruki olimpijski šampion Dik Buton. Njegov trener Gustav Lasi bio je prvi koji je predložio ukrštanje nogu u vazduhu - što je učinilo rotaciju bržom i u većoj meri kontrolisanom.
Godine 1978, Kanađanin Vern Tejlor bio je prvi čovek koji je izvršio trostruki aksel na svetskim prvenstvima (tri i po rotacije u vazduhu), iako je američki olimpijac Dejvid Dženkins izvodio trostruke aksele u kasnim pedesetima. Nijedan klizač nije uspešno izveo četvorostruki akel, do sada.

## Literatura
- Andersen, Peder Chr. (1948). „Axel Paulsen (æresmedlem)”. Oslo skøyteklubb gjennom 50 år: 1898-1948. Tilgang for norske IP-adresser / Digitalisert på bokhylla.no av Nasjonalbiblioteket. Oslo. стр. 91—92.
- Bjørnsen, Knut (1971). „Axel Paulsen – Den første skøytekongen”. Skøytesportens stjerner. Tilgang for norske IP-adresser / Digitalisert på Bokhylla.no av Nasjonalbiblioteket. Oslo: Cappelen. стр. 9—14.
- Judd, Ron C. (1. 1. 2009). The Winter Olympics: An Insider's Guide to the Legends, the Lore, and the Games (на језику: енглески). Seattle, Washington: Mountaineers Books. ISBN 978-1594850639.
- Hines, James R. (22. 4. 2011). Historical Dictionary of Figure Skating (на језику: енглески). Lanham, Maryland: Scarecrow Press. ISBN 978-0810868595.
- Hines, James R. (20. 3. 2015). Figure Skating in the Formative Years: Singles, Pairs, and the Expanding Role of Women (на језику: енглески). Urbana, Illinois: University of Illinois Press. ISBN 978-0252039065.
- ISU (20. 6. 2018). ISU Figure Skating Media Guide 2018/19. International Skating Union. Lausanne. Архивирано из оригинала 18. 12. 2019. г.
- Kestnbaum, Ellyn (21. 5. 2003). Culture on Ice: Figure Skating and Cultural Meaning (на језику: енглески). Middletown, Connecticut: Wesleyan University Press. ISBN 978-0819566423.
- Mazurkiewicz, Anna; Iwańska, Dagmara; Urbanik, Czesław (27. 7. 2018). „Biomechanics of the Axel Paulsen Figure Skating Jump”. Polish Journal of Sport and Tourism. Warsaw. 25 (2): 3—9. doi:10.2478/pjst-2018-0007.
- Petkevich, John Misha (1. 3. 1989). „Figure Skating: Championship Techniques”. Sports Illustrated (на језику: енглески). New York City: Penguin Books. ISBN 978-0452262096.
- Russell, Susan D. (6. 9. 2022). „Yuzuru Hanyu – An icon leaves the competitive stage”. International Figure Skating (на језику: енглески). Denville Township, New Jersey. стр. 22—33. IFSISS22-05.
- Dianne Holum: The Complete Handbook of Speed Skating. 1984.  0-89490-051-X.
- USOC: A Basic Guide to Speed Skating, Griffin Publishers - Torrance, Ca. 2002.  1-58000-087-8.
- Barry Publow: Speed on Skates, Human Kinetics Publishers - Champaign, Ill. 1999.  0-88011-721-4.
- Matthias Opatz: Taschenfibel Eisschnelllauf (Pocketguide Speedskating), Lotok Publ. - Stedten-upon-Ilm, Germany. 2005.  3-939088-00-5.
- Evaluation of Errors in Figures, with Sections on Free Skating and Pair Skating (8th изд.). USFSA. 1976.
- Dĕdič, Josef (1974). Single Figure Skating.
- Wright, Benjamin T. (1996). Skating in America (1921-1996): The 75th Anniversary History of the United States Figure Skating Association. USFSA.
- Boo, Michael (1998). The Story of Figure Skating. Harper Collins. ISBN 0-688-15821-8.
- Smith, Beverley (1994). Figure Skating: A Celebration. McClelland & Stewart. ISBN 0-7710-2819-9.
- Ogilvie, Robert S. (1985). Competitive Figure Skating: A Parent's Guide. Harper Collins. ISBN 0-06-015375-X.
- Johnson, Susan A.: "And Then There Were None". Skating, March/April 1991.
- Rossano, George. „Mechanics of Lifts”. Ice Skating International. Архивирано из оригинала 13. 3. 2016. г.
- Hines, James R. (2006a). Historical Dictionary of Figure Skating. Lanham, Maryland: Scarecrow Press. ISBN 978-0-8108-6859-5. Приступљено 27. 2. 2023.
- Hines, James R. (2006b). Figure Skating: A History. Urbana, Illinois: University of Illinois Press. ISBN 978-0-252-07286-4.
- "Special Regulations & Technical Rules Single & Pair Skating and Ice Dance 2022" Архивирано на веб-сајту  (26. септембар 2021). Lausanne, Switzerland: International Skating Union. June 2022. Retrieved February 26, 2023 (S&P/ID 2022).
- ISU Constitution & Regulations Архивирано на веб-сајту  (1. децембар 2020)
- ISU Judging System Summary
- „ISU Judging Systems”. International Skating Union. Архивирано из оригинала 29. 3. 2009. г.
- Scoring System: IJS vs. 6.0 system (US Figure Skating Association)
- "Understanding the International Judging System" (US Figure Skating Association)